# Sent Bonet lo Paubre
Sent Bonet las Tors de Merle (en francès Saint-Bonnet-les-Tours-de-Merle) és un municipi francès situat al departament de la Corresa i a la regió de la Nova Aquitània.

## Demografia
| 1962                                       | 1968 | 1975 | 1982 | 1990 | 1999 | 2007 |
| ------------------------------------------ | ---- | ---- | ---- | ---- | ---- | ---- |
| 91                                         | 98   | 741  | 71   | 74   | 45   | 43   |
| Des de 1962: població sense dobles comptes |      |      |      |      |      |      |

## Administració
| Període   | Identitat      | Partit |
| --------- | -------------- | ------ |
| 2001-2008 | André Aumont   |        |
| 2008-     | Michel Cueille |        |